# Матинстон (Мисисипи)
Матинстон (енгл. Mathiston) град је у америчкој савезној држави Мисисипи.

## Демографија
По попису из 2010. године број становника је 698, што је 22 (-3,1%) становника мање него 2000. године.
| Група             | 2000.       | 2010.       |
| Белци             | 576 (80,0%) | 589 (84,4%) |
| Афроамериканци    | 132 (18,3%) | 98 (14,0%)  |
| Азијати           | 5 (0,7%)    | 4 (0,6%)    |
| Хиспаноамериканци | 13 (1,8%)   | 1 (0,1%)    |
| Укупно            | 720         | 698         |